# Asbury (Missouri)
Pour les articles homonymes, voir Asbury.
Asbury est une ville du comté de Jasper, dans le Missouri, aux États-Unis,. Située à l'ouest du comté, elle est fondée en 1896 et incorporée en 1900.

## Démographie
Lors du recensement de 2010, la ville comptait une population de 207 habitants. Elle est estimée, en 2017, à 210 habitants.

### Source de la traduction
- (en) Cet article est partiellement ou en totalité issu de l’article de Wikipédia en anglais intitulé « Asbury, Missouri » (voir la liste des auteurs).